# Saxifraga paxii
Saxifraga paxii är en stenbräckeväxtart som beskrevs av Adolf Engler och Irmscher. Saxifraga paxii ingår i Bräckesläktet som ingår i familjen stenbräckeväxter. Inga underarter finns listade i Catalogue of Life.